# Marc-André Barriault
Marc-André Barriault, född 18 februari 1990 i Gatineau i Québec i Kanada, är en kanadensisk MMA-utövare som sedan 2019 tävlar i organisationen Ultimate Fighting Championship. Innan han skrev på för UFC tävlade han i organisationen TKO, där han var mästare i två viktklasser: mellanvikt och lätt tungvikt.

## Tävlingsfacit
| Resultat | Facit    | Motståndare          | Metod                                   | Evenemang                                    | Datum             | Rond | Tid  | Plats                                   | Notering                                                                                       |
| -------- | -------- | -------------------- | --------------------------------------- | -------------------------------------------- | ----------------- | ---- | ---- | --------------------------------------- | ---------------------------------------------------------------------------------------------- |
| Vinst    | 1-0      | Paul Cressaty        | KO (slag)                               | LAMMQ - Quebec Mixed Martial Arts League 3   | 21 juni 2014      | 1    | 2:22 | Québec, Kanada                          |                                                                                                |
| Vinst    | 2-0      | James Kouame         | KO (slag)                               | Hybrid Combat Hybrid Pro Series 2            | 15 november 2014  | 1    | 3:50 | Gatineau, Québec, Kanada                |                                                                                                |
| Vinst    | 3-0      | James Kouame         | TKO (slag)                              | LAMMQ - Quebec Mixed Martial Arts League 4   | 6 juni 2015       | 1    | 1:19 | Québec City, Québec, Kanada             |                                                                                                |
| Förlust  | 3-1      | Jonathan Vallee      | Domslut (delat)                         | Hybrid Combat Hybrid Pro Series 4            | 17 oktober 2015   | 3    | 5:00 | Montreal, Québec, Kanada                |                                                                                                |
| Vinst    | 4-1      | Martin Leblanc       | TKO (slag)                              | LAMMQ - Quebec Mixed Martial Arts League 5   | 21 maj 2016       | 2    | 3:06 | Montreal, Québec, Kanada                |                                                                                                |
| Vinst    | 5-1      | Strahinja Gavrilovic | Domslut (delat)                         | Hybrid Combat Hybrid Pro Series 5            | 15 oktober 2016   | 3    | 5:00 | Montreal, Québec, Kanada                |                                                                                                |
| Vinst    | 6-1      | Yacine Bandoui       | KO (slag)                               | TKO 38 - Ascension                           | 7 april 2017      | 1    | 3:54 | Montreal, Québec, Kanada                |                                                                                                |
| Vinst    | 7-1      | Jonathan Vallee      | TKO (motståndaren stannar i ringhörnan) | TKO 39 - Ultimatum                           | 16 juni 2017      | 2    | 5:00 | Saint-Roch-de-l'Achigan, Québec, Kanada |                                                                                                |
| Vinst    | 8-1      | Todd Stoute          | Domslut (delat)                         | TKO 40 - Denouement                          | 8 september 2017  | 3    | 5:00 | Montreal, Québec, Kanada                |                                                                                                |
| Vinst    | 9-1      | Strahinja Gavrilovic | Domslut (delat)                         | TKO 41 - Champions                           | 8 december 2017   | 5    | 5:00 | Montreal, Québec, Kanada                |                                                                                                |
| Vinst    | 10-1     | Brendan Kornberger   | KO (slag)                               | TKO 43 - Barriault vs. Kornberger            | 4 maj 2018        | 2    | 4:25 | Québec City, Québec, Kanada             |                                                                                                |
| Vinst    | 11-1     | Adam Hunter          | KO (slag)                               | TKO 44 - Hunter vs. Barriault                | 21 september 2018 | 1    | 4:28 | Québec City, Québec, Kanada             |                                                                                                |
| Förlust  | 11-2     | Andrew Sanchez       | Domslut (enhälligt)                     | UFC Fight Night: Iaquinta vs. Cowboy         | 4 maj 2019        | 3    | 5:00 | Ottawa, Ontario, Kanada                 |                                                                                                |
| Förlust  | 11-3     | Krzysztof Jotko      | Domslut (delat)                         | UFC 240                                      | 27 juli 2019      | 3    | 5:00 | Edmonton, Alberta, Kanada               |                                                                                                |
| Förlust  | 11-4     | Jun Yong Park        | Domslut (enhälligt)                     | UFC Fight Night: Edgar vs. The Korean Zombie | 21 december 2019  | 3    | 5:00 | Busan, Sydkorea                         |                                                                                                |
| NC       | 11-4 (1) | Oskar Piechota       | NC (ändrad)                             | UFC on ESPN: Blaydes vs. Volkov              | 20 juni 2020      | 2    | 4:50 | Las Vegas, NV, USA                      | Ursprungligen en TKO-vinst för Barrault, men ändrad efter att han testade positivt för ostarin |
| Vinst    | 12-4 (1) | Abu Azaitar          | TKO (slag)                              | UFC 260                                      | 27 mars 2021      | 3    | 4:50 | Las Vegas, NV, USA                      |                                                                                                |